# Montrelais
Montrelais é uma comuna francesa na região administrativa da Pays de la Loire, no departamento de Loire-Atlantique. Estende-se por uma área de 13,73 km². Em 2010 a comuna tinha 855 habitantes (densidade: 62,3 hab./km²).